# Dobrova pri Dravogradu
Dobrova pri Dravogradu – wieś w Słowenii, w gminie Dravograd. W 2018 roku liczyła 156 mieszkańców.